# Campeonato da Gronelândia de trenós puxados por cães

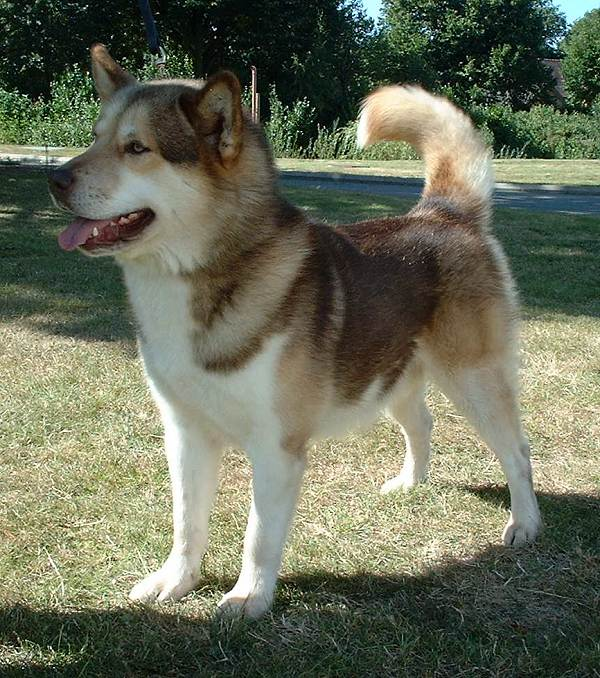
Cão-da-Gronelândia

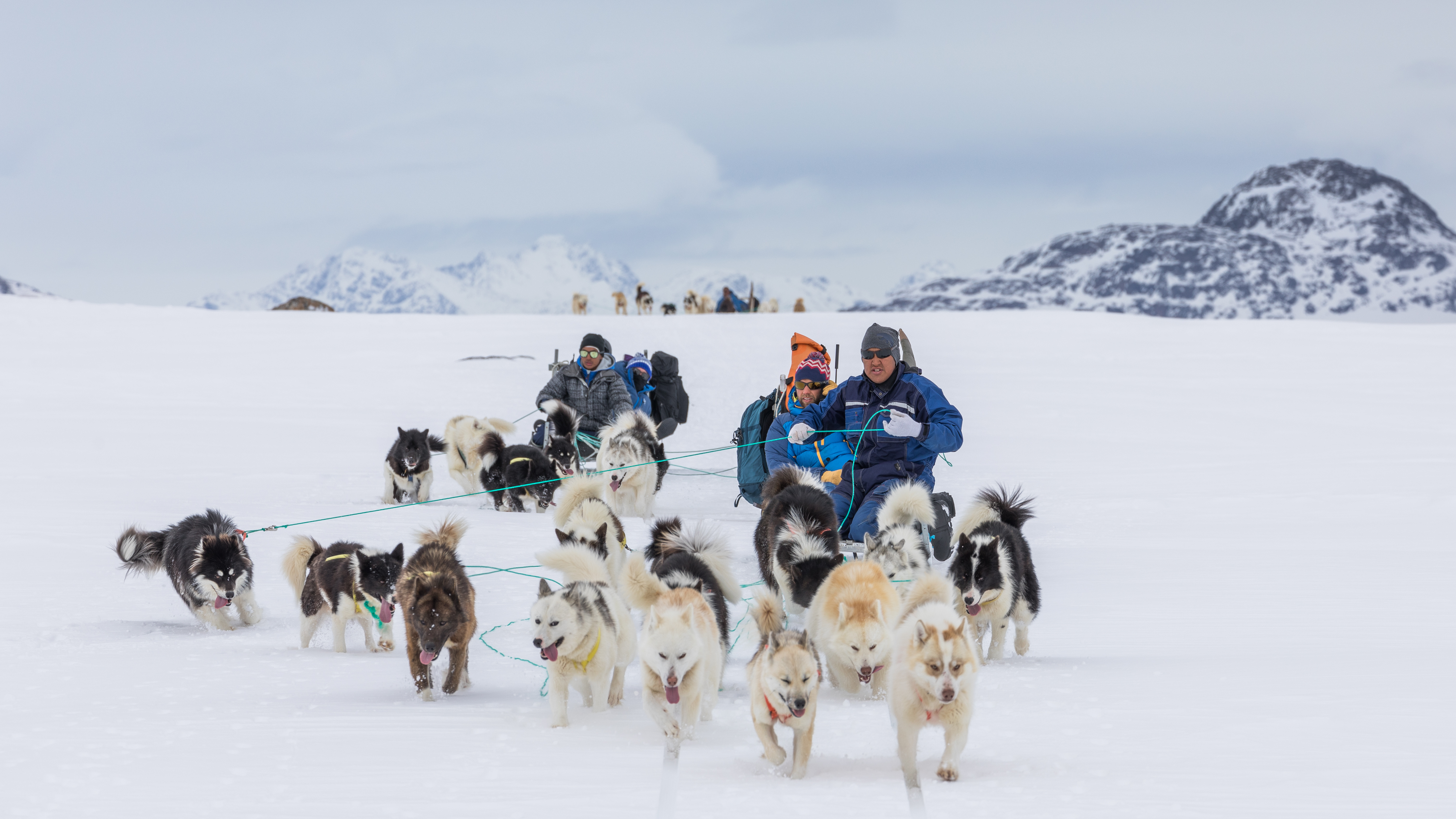
Trenós puxados por cães na Gronelândia

O campeonato da Gronelândia de trenós puxados por cães (Avannaata Qimussersua) é realizado anualmente numa cidade da Gronelândia Ocidental, situada a norte do Círculo Polar Ártico. O evento conta com grande adesão da comunidade e é visto como uma celebração da cultura e da unidade dos gronelandeses.                                                 

A competição tem lugar numa semana em março ou abril, sendo o local escolhido de forma rotativa entre diferentes cidades e rotas no norte do país.

O seu percurso abrange cerca de 40 quilómetros, principalmente em terra, mas ocasionalmente através de lagos e até de gelo marinho.                                                 

Participam no evento uns 30 condutores de trenós (mushers) e uns 300 cães-da-Gronelândia, podendo cada localidade ser representada por 3-5 equipagens.

#### Avannaata Qimussersua 2025
Em 2025, a competição terá lugar no dia 29 de março em Sisimiut, uma cidade localizada a 40 km a norte do Círculo Polar Ártico, e situada na costa do Estreito de Davis. 28 participantes com 300 cães estão qualificados, provenientes de: 

- Aasiaat
- Ilulissat
- Kangaatsiap
- Qasigiannguit
- Qeqertarsuaq
- Saqqaq/Qeqertaq:
- Sisimiut
- Upernaviup
- Uummannap Kangerlua